# اوریدین دی‌فسفات
اوریدین دی‌فسفات (به انگلیسی: Uridine diphosphate) با فرمول شیمیایی C۹H۱۴N۲O۱۲P۲ یک ترکیب شیمیایی با شناسه پاب‌کم ۱۱۵۸ است؛ که جرم مولی آن ۴۰۴٫۱۶۱ g/mol می‌باشد.
UDP یک فاکتور مهم در گلیکوژنز است. می‌تواند قبل از گلوکز، به عنوان گلیکوژن در کبد و ماهیچه‌ها ذخیره شود، آنزیم UDP-glucose pyrophosphorylase با ترکیب glucose 1-phosphate با uridine triphosphate یک واحد UDP-glucose را تشکیل می‌دهد. سپس آنزیم glycogen synthase برای تشکیل زنجیره گلیکوژن واحدهای UDP-glucose را ترکیب می‌کند. طی این فرایند مولکول‌های UDP از حلقه گلوکز جدا شده و می‌تواند مجدداً مورد استفاده UDP-glucose pyrophosphorylase قرار گیرد.